# Лол Кроулі
Лорі «Лол» Кроулі (англ. Laurie «Lol» Crawley; нар. 2 листопада 1974, Шрусбері) — англійський кінооператор.
У кіноіндустрії з 1999 року. Працював над стрічками «Чотири леви» (2009), «Гайд-Парк на Гудзоні» (2012), «Мандела: Довга дорога до свободи» (2013), «45 років» (2015), «Таємний сад» (2020), «Диявол назавжди» (2020), «Люди» (2021), «Білий шум» (2022). З 2015 року постійно співпрацює з режисером Бреді Корбетом, відзнявши його фільми «Дитинство лідера» (2015), Vox Lux (2018) та «Бруталіст» (2024).
За роботу над «Бруталістом» нагороджений «Срібним жабеням» (друге місце) фестивалю операторського мистецтва Camerimage, преміями BAFTA та «Оскар».

## Життєпис
Народився 2 листопада 1974 року у місті Шрусбері, Англія. До операторської справи прийшов від зацікавленості живописом і фотографією. Закінчив Нортумбрійський університет.
У 1999 році вперше працював на знімальному майданчику фільму «Втрата сексуальної невинності» Майка Фіггіса, виконуючи загальні доручення. Працював асистентом операторів Ерні Вінса та Джона Макглешена у декількох телесеріалах, відзнятих на 16-мм плівку.
У 2008 році здійснив повнометражний дебют із драмою «Баласт». За знімання фільму переважно ручною камерою був нагороджений призом кінофестивалю «Санденс» і номінований на премію «Незалежний дух».
Отримав високі відгуки преси за роботу над різножанровими фільмами «Гайд-Парк на Гудзоні» (2012), «Мандела: Довга дорога до свободи» (2013), «Диявол назавжди» (2020), «Білий шум» (2022). Відповідав за фільмування телесеріалів «Утопія» (2 сезон; 2014) та «ОА» (1 сезон; 2016). Також був оператором-постановником низки рекламних роликів і музичних кліпів, зокрема для гуртів Coldplay та Nick Cave and the Bad Seeds.
З 2015 року постійно співпрацює з режисером Бреді Корбетом, відзнявши його фільми «Дитинство лідера» (2015), Vox Lux (2018) та «Бруталіст» (2024). 3,5-годинного «Бруталіста» фільмував 70 мм плівкою на камери формату VistaVision, за допомогою якого була відзнята вся кінокласика 1950-х років, у яких відбувається основна дія стрічки. За роботу над «Бруталістом» був вперше в кар'єрі нагороджений премією «Оскар».
Живе в Лос-Анджелесі. Фільм, який змінив його життя — «Розсікаючи хвилі» Ларса фон Трієра. З 2013 року — член Британського товариства кінооператорів.

## Творчий доробок

### Фільми
- «Баласт» (2008)
- «Кращі речі» (2008)
- «Чотири леви» (2009)
- «Віслюки» (2010)
- «Одного вечора в Турині» (2010; документальний)
- «На льоду» (2011)
- «Миттєвість кохання» (2011)
- «Гайд-Парк на Гудзоні» (2012)
- «Мандела: Довга дорога до свободи» (2013)
- «45 років» (2015)
- «Дитинство лідера» (2015)
- «Плівки Reflektor» (2015; документальний)
- Vox Lux (2018)
- «ДАУ. Дегенерація» (2019)
- «Таємний сад» (2020)
- «Диявол назавжди» (2020)
- «Люди» (2021)
- «Shadow Kingdom: Ранні пісні Боба Ділана» (2021; концертний)
- «Білий шум» (2022)
- «Бруталіст» (2024)
- «Дрімквіль» (2025)

### Телесеріали
- «Багряна пелюстка та біла» (2011)
- «Поворот: Шпигуни Вашингтона» (2014; пілотний епізод)
- «Утопія» (2014; другий сезон)
- «ОА» (2016; перший сезон)
- «Чорне дзеркало» (2017; епізод «Крокодил»)

### Музичні кліпи
- Plan B — Stay Too Long (2010)
- Plan B — She Said (2010)
- Plan B — Love Goes Down (2010)
- Робін — Hang with Me (2010)
- Chase & Status — Blind Faith (2011)
- Coldplay — Charlie Brown (2011)
- Kassidy — Take Another Ride (2011)
- Muse — The 2nd Law: Isolated System (2012)
- The Civil Wars — The One That Got Away (2013)
- Nick Cave and the Bad Seeds — Higgs Boson Blues (2013)
- Калвін Гарріс — Thinking About You (2013)
- Елліотт Павер — Murmur (2016)
- Coldplay — Something Just Like This (2017)[3]

## Нагороди
- Приз кінофестивалю «Санденс» за найкращу операторську роботу (фільм «Баласт»; 2008)
- Номінація на премію «Незалежний дух» за найкращу операторську роботу (фільм «Баласт»; 2009)
- Премія UK Music Video Awards за найкращу операторську роботу (музичний кліп Stay Too Long; 2010)
- Приз кінофестивалю у Вудстоці за найкращу операторську роботу (фільм «На льоду»; 2011)
- Номінація на телепремію BAFTA за найкращу операторську роботу (мінісеріал «Багряна пелюстка та біла»; 2012)
- Номінація на премію «Незалежний дух» за найкращу операторську роботу (фільм «Миттєвість кохання»; 2013)
- Номінація на премію «Незалежний дух» за найкращу операторську роботу (фільм «Дитинство лідера»; 2017)
- Номінація на премію Американського товариства кінооператорів у категорії «В центрі уваги» (фільм «Дитинство лідера»; 2017)
- Номінація на премію «Незалежний дух» за найкращу операторську роботу (фільм «Люди»; 2022)
- Приз «Срібне жабеня» кінофестивалю Camerimage (фільм «Бруталіст»; 2024)
- Номінація на премію «Супутник» за найкращу операторську роботу (фільм «Бруталіст»; 2025)
- Номінація на премію «Вибір критиків» за найкращу операторську роботу (фільм «Бруталіст»; 2025)
- Номінація на премію Американського товариства кінооператорів за найкращу операторську роботу (фільм «Бруталіст»; 2025)
- Номінація на премію Британського товариства кінооператорів за найкращу операторську роботу (фільм «Бруталіст»; 2025)
- Премія BAFTA за найкращу операторську роботу (фільм «Бруталіст»; 2025)
- Премія «Оскар» за найкращу операторську роботу (фільм «Бруталіст»; 2025)